# 戊硼烷(9)
戊硼烷(9) 是一种无机化合物，化学式 B5H9。 它是最常见的硼烷之一，不过反应性很高。由于其对氧气的高反应性，曾被用为火箭燃料或航空煤油。 和许多分子量较小的硼烷一样，戊硼烷(9)是无色，反磁性且易挥发的。 它和戊硼烷(11) (B5H11)有很大的关联。戊硼烷(9)分子具有高度的对称性。